# Зайцев, Олег Тимофеевич
Олег Тимофеевич Зайцев (6 сентября 1966 — 12 сентября 1985) — рядовой Вооружённых Сил СССР, участник войны в Афганистане, погиб при исполнении служебных обязанностей, кавалер ордена Красной Звезды (посмертно).

## Биография
Олег Тимофеевич Зайцев родился 6 сентября 1966 года в селе Молчаново Молчановского района Томской области. Учился в средней школе № 1 в родном посёлке, параллельно с учёбой занимался в телекружке, увлекался лыжным и гиревым спортом, плаванием. После завершения обучения в школе поступил в Томский государственный медицинский институт.
21 октября 1984 года Зайцев был призван на службу в Вооружённые Силы СССР Кировским районным военным комиссариатом города Томска. В апреле 1985 года он был направлен для дальнейшего прохождения службы в Демократическую Республику Афганистан, в состав ограниченного контингента советских войск.
Многократно участвовал в боевых операциях против формирований вооружённой афганской оппозиции. Во время очередной операции в районе города Кандагара он, находясь в бронемашине, попал с группой своих товарищей в засаду. Приняв неравный бой, рядовой Зайцев и все его сослуживцы погибли. По другим данным, опубликованным в Книге Памяти, он скончался в результате отравления 12 сентября 1985 года.
Похоронен на кладбище села Молчаново Молчановского района Томской области.
Указом Президиума Верховного Совета СССР рядовой Олег Тимофеевич Зайцев посмертно был удостоен ордена Красной Звезды.

## Память
- В честь Зайцева названа улица в Молчанове.